# Opowieść (album)
Opowieść – trzecia autorska płyta Wojciecha Majewskiego, która ukazała się w roku 2009. Album otrzymał nominację do nagrody Fryderyk 2010 w kategorii „album jazzowy roku”.

## Utwory
1. „Pożegnanie 2005”
2. „Opowieść 1”
3. „Opowieść 2”
4. „Opowieść 3”
5. „Opowieść 4”
6. „Opowieść 5”
7. „Opowieść 6”
8. „Opowieść 7”

Muzyka: W. Majewski

## Skład
- Tomasz Szukalski – saksofon tenorowy
- Robert Majewski – trąbka
- Jacek Niedziela-Meira – kontrabas
- Krzysztof Dziedzic – perkusja
- Wojciech Majewski – fortepian